# واهه گورزادیان
واهاگن «واهه» گریگوری گورزادیان (ارمنی: Վահագն Գրիգորի Գուրզադյան؛ زاده ۲۱ نوامبر ۱۹۵۵) یک فیزیک‌دان ریاضی اهل ارمنستان است. وی همچنین استاد و رئیس مرکز کیهان‌شناسی مؤسسه فیزیک ایروان است.

## زندگی‌نامه
گورزادیان در ۲۱ نوامبر ۱۹۵۵ در شهر ایروان به دنیا آمد. وی در سال ۱۹۷۷ از دانشگاه دولتی ایروان فارغ‌التحصیل شده‌است. واهه گورزادیان دانشجوی کارشناسی ارشد در بخش فیزیک تئوری انستیتو فیزیک لبدوف مسکو در سال‌های (۱۹۷۷–۱۹۸۰; ۱۹۸۰ دکتری) بود. پدر وی گریگور گورزادیان نیز اخترشناس اهل ارمنستان و پیشگام ستاره‌شناسی فضایی است.

## فعالیت‌ها
دکتر گورزادیان و راجر پنروز (فیزیکدان نظری؛ از دانشگاه آکسفورد) در مقالهٔ جدیدی فرضیه‌ای مطرح نموده‌اند که برخوردهای مابین ابرسیاهچاله‌های پراکنده در جهان پیش از مه‌بانگ؛ امواج گرانشی دوار و هم‌مرکزی را به‌وجود آورده که عملاً الگوهای حلقه‌مانند و مشخصی را در زمینهٔ «تابش ریزموج کیهانی» (نخستین نور منتشره در جهان پس از مهبانگ)، بر جا نهاده‌است؛ نسخهٔ پیش‌نشر این مقاله بر روی وبگاه arXiv به نمایش درآمده است.

## نگارخانه

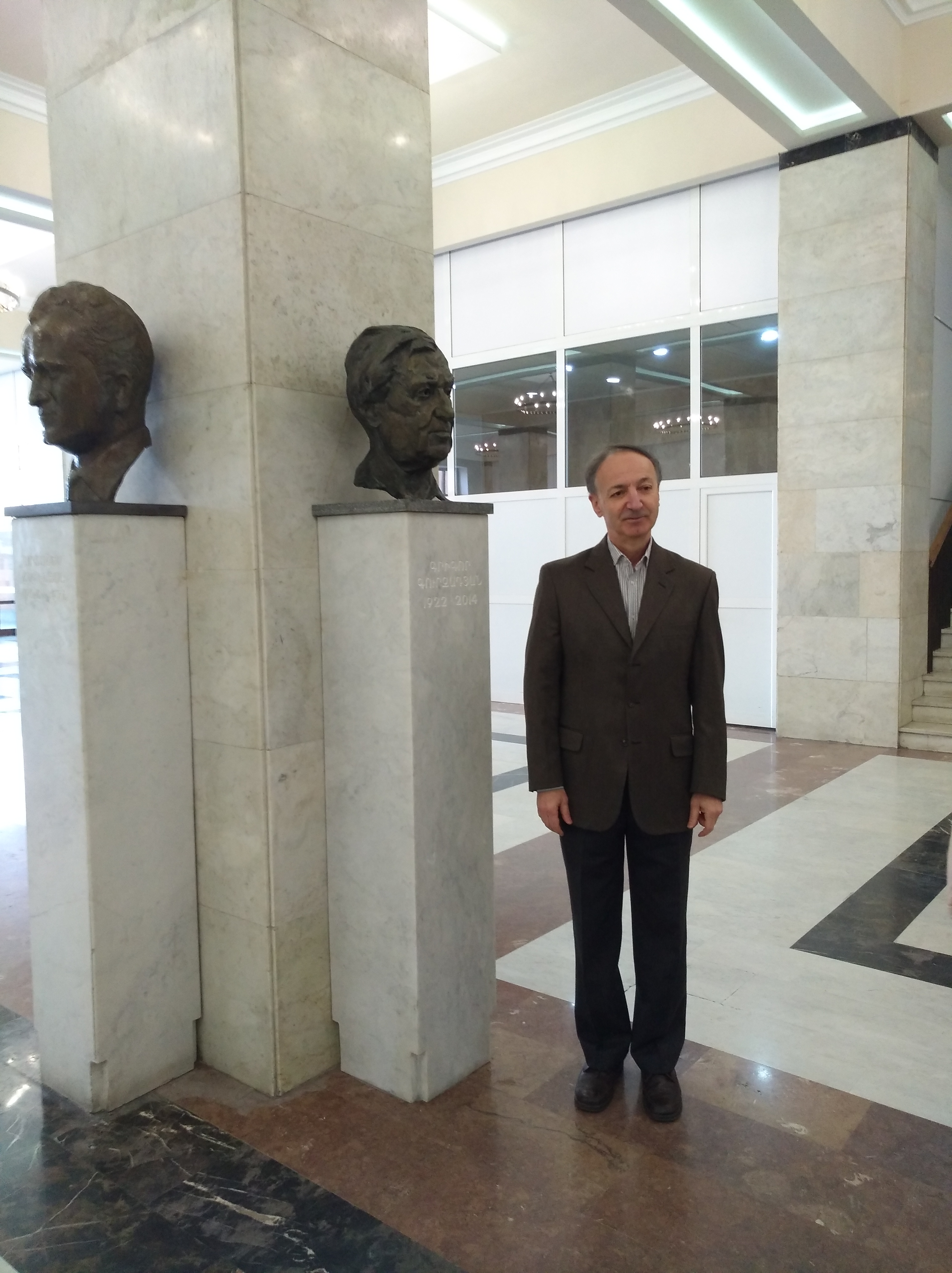